# Parlement de Gibraltar
XVe législature
Bâtiment du Parlement
Le Parlement de Gibraltar (en anglais : Gibraltar Parliament) est l'institution monocamérale exerçant le pouvoir législatif du  territoire britannique d'outre-mer de Gibraltar. Il forme avec le monarque du Royaume-Uni, la législature de Gibraltar. 
Selon la constitution de 2006 il se compose de son Président (Speaker), seul membre non élu et de 17 membres élus au suffrage universel direct. Dans l'ancienne constitution de 1969, le parlement était nommé l'Assemblée (en anglais : House of Assembly). Il siège au bâtiment du Parlement situé sur la place John Mackintosh, la principale place de Gibraltar.

## Système électoral
Le Parlement de Gibraltar est composé de 17 sièges pourvus tous les quatre ans au scrutin majoritaire plurinominal dans une unique circonscription électorale couvrant le territoire de la péninsule. Il s'agit d'un système dit de vote limité : chaque électeur ne dispose que de dix voix, qu'il peut répartir aux candidats de son choix en cochant leurs noms sur un bulletin de vote unique, à raison d'une seule voix pour chacun d'entre eux. Les partis politiques regroupent les noms de leurs dix candidats sur le bulletin de vote et encouragent leurs électeurs à effectuer un vote groupé pour chacun de leurs candidats, mais les électeurs peuvent toujours avoir recours au panachage entre candidats de différents partis. Le nombre de voix limité à dix pousse les partis à ne pas proposer plus de dix candidats afin d'éviter une dispersion des voix. Aucun parti n'obtient ainsi seul plus de dix députés sur les dix-sept composant le parlement.

## Dernières élections
Le mandat du Parlement est légalement de 4 ans mais il peut être dissous avant le terme légal.
Les dernières élections générales se sont tenues le 12 octobre 2023. Les résultats ont été les suivants :
|                          |                                 |                                            |         |       |       |        |               |  |  |
| Parti                    | Parti                           | Parti                                      | Voix    | %     | +/-   | Sièges | +/-           |  |  |
|                          |                                 | Parti travailliste-socialiste de Gibraltar | 63 700  | 35,44 | 1,56  | 7      | en stagnation |  |  |
|                          | Parti libéral de Gibraltar      | 26 241                                     | 14,60   | 0,90  | 2     | 1      |               |  |  |
| GSLP-Alliance libérale   | GSLP-Alliance libérale          | 89 941                                     | 50,04   | 2,46  | 9     | 1      |               |  |  |
|                          | Sociaux-démocrates de Gibraltar | Sociaux-démocrates de Gibraltar            | 86 537  | 48,15 | 22,60 | 8      | 2             |  |  |
|                          | Indépendants                    | Indépendants                               | 3 262   | 1,81  | 0,36  | 0      | en stagnation |  |  |
| Total des voix           | Total des voix                  | Total des voix                             | 179 740 | 100   |       |        |               |  |  |
|                          |                                 |                                            |         |       |       |        |               |  |  |
| Votes valides            | Votes valides                   | Votes valides                              | 18 784  | 97,55 |       |        |               |  |  |
| Votes blancs et nuls     | Votes blancs et nuls            | Votes blancs et nuls                       | 472     | 2,45  |       |        |               |  |  |
| Total des votants        | Total des votants               | Total des votants                          | 19 256  | 100   | –     | 17     | en stagnation |  |  |
| Abstentions              | Abstentions                     | Abstentions                                | 5 944   | 23,59 |       |        |               |  |  |
| Inscrits / participation | Inscrits / participation        | Inscrits / participation                   | 25 200  | 76,41 |       |        |               |  |  |

## Liste des députés actuels
Députés élus en 2023 par ordre de suffrages reçus :
| Nom | Nom                 | Parti | Notes |
| --- | ------------------- | ----- | ----- |
|     | Joseph Garcia       | LGP   |       |
|     | Fabian Picardo      | GSLP  |       |
|     | Keith Azopardi      | GSD   |       |
|     | Damon Bossino       | GSD   |       |
|     | Nigel Feetham       | GSLP  |       |
|     | Gemma Arias-Vasquez | GSLP  |       |
|     | John Cortes         | GSLP  |       |
|     | Roy Clinton         | GSD   |       |
|     | Craig Sacarello     | GSD   |       |
|     | Christian Santos    | GSLP  |       |
|     | Patricia Orfila     | GSLP  |       |
|     | Edwin Reyes         | GSD   |       |
|     | Joëlle Ladislaus    | GSD   |       |
|     | Leslie Bruzon       | LGP   |       |
|     | Joe Bossano         | GSLP  |       |
|     | Giovanni Origo      | GSD   |       |
|     | Atrish Sanchez      | GSD   |       |